# Srdečná dohoda

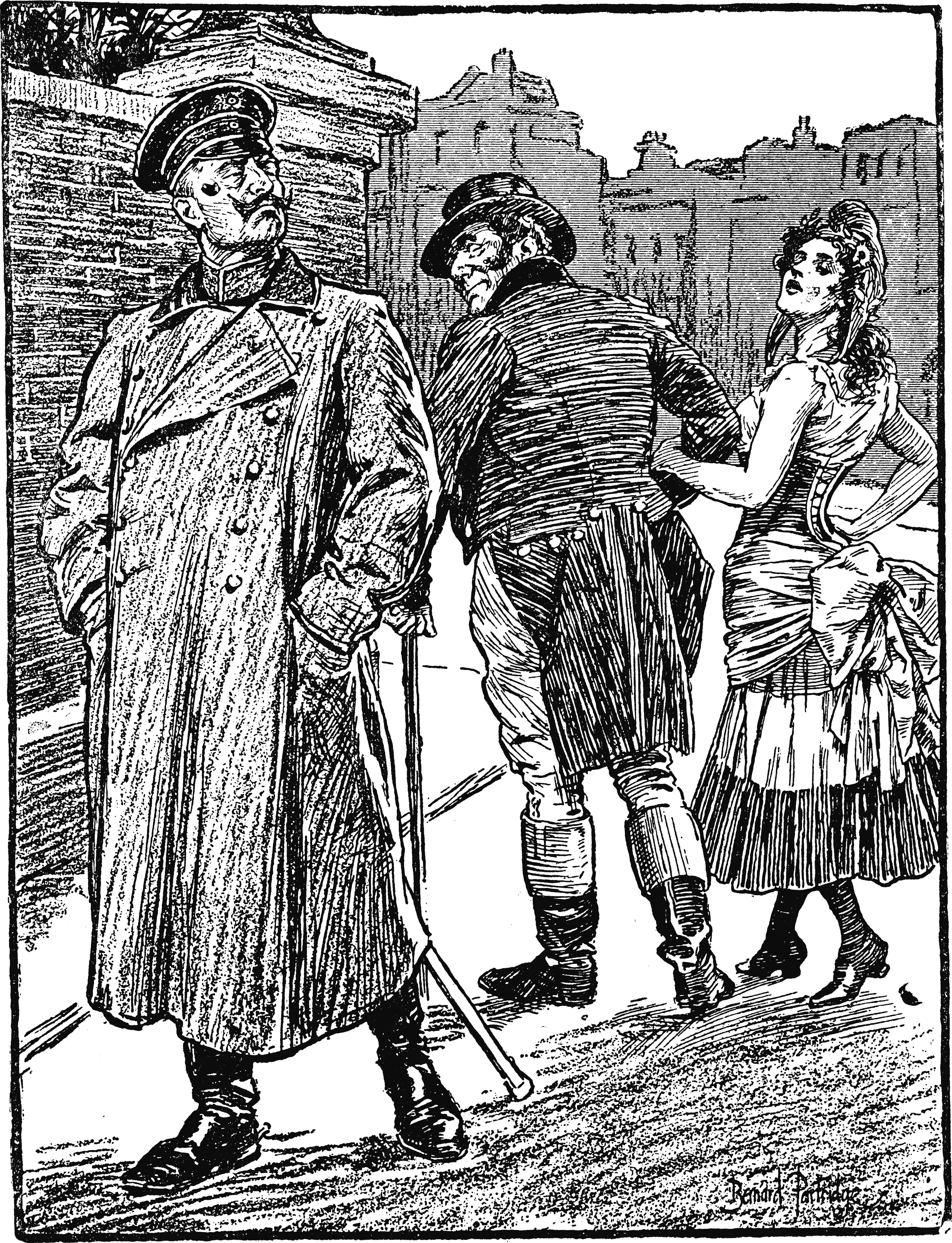
Dobová britská karikatura: John Bull si odvádí Marianne, z kabátu nasupeného německého císaře čouhá špička šavle jako náznak možné odplaty

Srdečná dohoda (francouzsky Entente cordiale) byla smlouva o koloniích uzavřená mezi Francií a Velkou Británií na zámku v Clouds nedaleko Londýna 8. dubna 1904. Jednalo se o 3 konvence, jejichž prostřednictvím byly odstraněny britsko-francouzské rozpory v mimoevropských oblastech (Francie získala volné ruce pro svou politiku v Maroku, zatímco Británie získala volné ruce v Egyptě, jehož součástí byl od roku 1899 i Súdán). Dohoda ukončila „tradiční“ nepřátelství obou velmocí, vytvořila předpoklady pro další spolupráci a spojenectví a stala se zárodkem Trojdohody.

## Nástin událostí
Koloniální rozpory mezi Francií a Velkou Británií vyvrcholily na podzim roku 1898 fašodskou krizí, po které se francouzský ministr zahraničních věcí Théophile Delcassé rozhodl ustoupit Velké Británii, neboť si byl vědom, že bez její podpory není schopen prosadit žádné významnější cíle své zahraniční politiky. Po rozpoutání rusko-japonské války (1904) došlo k intenzivnějším jednáním mezi oběma evropskými koloniálními velmocemi. Francie ani Velká Británie se nechtěly války na Dálném Východě účastnit (obě totiž byly vázány spojeneckými smlouvami s bojujícími stranami: rusko-francouzská a britsko-japonská aliance). Definitivní vyřešení sporů tak korunovala vzájemná dohoda z 8. dubna 1904. Nedořešeny byly jen malé otázky (Nové Hebridy, Newfoundland, západní Afrika), ale podstatné bylo především jádro smlouvy, které sestávalo z „koloniálního obchodu“. Francie se vzdala svých mocenských ambicí v Egyptě výměnou za možnost svého nerušeného zájmu v Maroku. Současně se obě země dohodly na svobodné plavbě Suezským průplavem (resp. došlo k potvrzení konvence z roku 1888, která tento status určila), a svoboda plavby byla přiznána také Gibraltarskému průlivu. Marocký Tanger získal status mezinárodního města.
Dalšími dvěma konvencemi došlo ke kompromisnímu vyřešení otázky Siamu a Nového Foundlandu. Siam byl rozdělen podél řeky Menam, a zatímco západní část připadla Velké Británii, východní část, která se nacházela v blízkosti Francouzské Indočíny, se stala francouzskou sférou vlivu. Pokud jde o Nový Foundland, Francie si podržela práva rybolovu v tamních vodách, ale vzdala se svých privilegií a výsad na pobřeží, za což získala teritoriální zisky v západní Africe a rovněž rozšíření práv plavby po Čadském jezeře. Velká Británie uznala francouzský protektorát nad Madagaskarem.
Dohodu podepsali francouzský velvyslanec v Londýně Paul Cambon a britský ministr zahraničí lord Lansdowne.
Původní text dohody neměl žádné další politické či vojenské implikace a nebyl namířen proti Německu. Jeho jednání v průběhu první a druhé marocké krize však prohloubilo francouzsko-anglickou spolupráci, jež vyústila do společných jednání generálních štábů s potencionalitou aktivního konfliktu s Německem. Formální spojeneckou smlouvu Francie a Velká Británie podepsaly až po zahájení první světové války.